# Juha Pasoja
Juha Pasoja est un footballeur finlandais, né le 16 novembre 1976 à Kemi en Finlande. Il évolue comme défenseur.

## Palmarès
FC Haka
- Championnat de Finlande
  - Champion (1) : 2004
- Coupe de Finlande
  - Vainqueur (2) : 2002, 2005